# Сімона Сент-Джеймс
Сімона Сент-Джеймс (англ. Simone St. James) — канадська авторка детективів, історичної белетристики та любовних романів. Сімона живе за межами Торонто, Канада, і перш ніж стати письменницею на повний робочий день здобула двадцятирічний досвід роботи в телевізійному бізнесі.
Сімона завжди писала для розваги, перш ніж вирішила спробувати опублікувати свої твори. Вона надихнулася написати свою першу книгу, тому що хотіла прочитати історію про привидів, яка була б моторошною, але не кривавою, і в якій була б романтична лінія. Оскільки не знайшла такої історії, то написала її сама.
Теми в романах Сімони часто охоплюють привидів, злочин і розслідування. Хоча Сімона стверджує, що ніколи не бачила привида особисто, її книги присвячені такій можливості, а особливо моменту «що, якби». Дія перших книжок, написаних Сімоною, відбувається у 1920-х роках. Після цього вона вирішила писати про інші періоди часу, як-от 1950-ті роки.

## Вибрані тексти

### Дорога вбивства(2024)
Книжка «Дорога вбивства» вийшла 5 березня 2024 року.

### Книга нерозкритих справ(2022)
«Книга нерозкритих справ» вийшла 15 березня 2022 року у видавництві Berkley Books, — це роман-трилер із двома пересічними часовими лініями (2017 і 1977) в Орегоні.
Книжка отримала позитивну рецензію від Publishers Weekly, а Goodreads назвав її однією з найбільш очікуваних книг 2022 року. Роман також було номіновано на премію Goodreads Choice Award Nominee у номінації «Містика та трилер» (2022).

### Мотель «Присмерк»(2020)
«Мотель „Присмерк“» вийшов 18 лютого 2020 року у видавництві Berkley Books, це загадковий роман-трилер, дія якого відбувається в Нью-Йорку 1982 року. Він був бестселером New York Times.
Книжка отримала відгук із зірочками від Booklist, а також позитивний відгук від Publishers Weekly.
Роман також отримав такі нагороди:
- Премія Goodreads Choice Award у номінації «Містика та трилер» (2020)[14]
- Премія Ladies of Horror Fiction за найкращий роман (2020)

### Поламані дівчата(2018)
«Поламані дівчата» вийшов 20 березня 2018 року у видавництві Berkley Books, — це таємничий роман, дія якого відбувається у Вермонті (1950 і 2014 роки).
Книжка отримала рецензію із зірочками від Booklist, а також позитивну рецензію від Publishers Weekly.
Роман номінували на премію Goodreads Choice Award у номінації «Містика та трилер» (2018).

### Мовчання для мертвих(2014)
«Мовчання для мертвих» вийшов 1 грудня 2014 року у видавництві Thorndike Press, це загадковий роман, дія якого відбувається 1919 року в Англії.
Книжка отримала позитивну рецензію від Publishers Weekly і була номінована на премію Goodreads Choice Award у категорії «Жахи» (2014).

### Привиди Медді Клер(2012)
«Привиди Медді Клер» вийшов 6 березня 2012 року у видавництві Berkley Books, це загадковий роман із паранормальними та романтичними елементами.
Книжка отримала позитивну рецензію від Publishers Weekly і Kirkus, а також наступні нагороди:
- Премія RITA від Асоціації письменників романтичної літератури Америки за найкращу першу книгу (2013)[22]
- Премія RITA від Асоціації письменників романтичної літератури Америки за найкращий роман із сильними романтичними елементами (2013)[22]
- Премія Артура Елліса за найкращий перший кримінальний роман (2013)[23]

## Публікації
- Дорога вбивства (2024)
- Книга незавершених справ (2022)
- Мотель «Присмерк» (2020)
- Поламані дівчата (2018)
- Загублені серед живих (2016)
- По той бік півночі (2015)
- Мовчання для мертвих (2014)
- Розслідування кохання та смерті (2013)
- Привиди Медді Клер (2012)

## Переклади українською
2024 року у видавництві «Віват» вийшов український переклад роману «Мотель "Присмерк"». Перекладачка — Дарія Капеліст.